# Stazione di Enfield
La stazione di Enfield  è una stazione ferroviaria che fornisce servizio a Enfield, Contea di Meath, Irlanda. Attualmente le linee che vi passano sono l'Intercity Dublino–Sligo e i treni locali del Western Commuter. La stazione fu aperta il 28 giugno 1847. Fu chiusa nel 1963, salvo essere riaperta ai treni passeggeri nel 1988. C'è una torre d'acqua nella stazione, un tempo usata dai treni a vapore.

## Servizi ferroviari
- Western Commuter
- Intercity Dublino–Sligo

## Servizi
- Servizi igienici
- Capolinea autolinee
- Biglietteria a sportello
- Biglietteria self-service
- Distribuzione automatica cibi e bevande